# 1244
Високе Середньовіччя •  Золота доба ісламу •  Реконкіста •  Хрестові походи •  Монгольська імперія

## Геополітична ситуація
На території колишньої Візантійської імперії існує декілька держав, зокрема Латинська імперія, Нікейська імперія та Трапезундська імперія. Фрідріх II Гогенштауфен є імператором Священної Римської імперії (до 1250). У Франції править Людовик IX (до 1270).
Апеннінський півострів розділений: північ належить Священній Римській імперії, середню частину займає Папська область, більша частина півдня належить Сицилійському королівству. Деякі міста півночі: Венеція, Піза, Генуя тощо, мають статус міст-республік, частина з яких об'єднана Ломбардською лігою.
Південь Піренейського півострова в руках у маврів. Північну частину півострова займають християнські Кастилія, Леон (Астурія, Галісія), Наварра, Арагонське королівство (Арагон, Барселона) та Португалія. Генріх III є королем Англії (до 1272), а королем Данії — Ерік IV (до 1250).
Ярослав Всеволодович має від Золотої Орди ярлик на княжіння на Русі. Новгородська республіка фактично відокремилася. У Польщі період роздробленості. На чолі королівства Угорщина стоїть Бела IV (до 1270). У Кракові княжить Болеслав V Сором'язливий (до 1279).
В Єгипті, Сирії та Палестині править династія Аюбідів, невеликі території на Близькому Сході утримують хрестоносці. У Магрибі розпадається держава Альмохадів. Сельджуки окупували Малу Азію. Монгольська імперія поділена між спадкоємцями Чингісхана. Північний Китай підкорений монголами, на півдні править династія Сун. Делійський султанат є наймогутнішою державою Північної Індії, а на півдні Індії домінує Чола. В Японії триває період Камакура.

## Події
- Данило Галицький біля Мостищ завдав поразки війську Ростислава Михайловича, претендента на галицький престол.
- Загін хорезмців, що втікав від монголів, після невдалої спроби взяти Дамаск захопив Єрусалим. Хрестоносці змушено відійшли до Гази, але й там зазнали поразки від об'єднаних сил хорезмців та військ єгипетського султана. Як наслідок, постало питання про Сьомий хрестовий похід.
- Папа римський Іннокентій IV утік із Рима, якому загрожували війська імператора Фрідріха II, до Леона, де оголосив про скликання Ліонського собору.
- На півдні Франції захоплено останню твердиню катарів замок Монсегюр. Відбулася масова страта єретиків.
- Цар Кілікійської Вірменії Хетум I уклав з монголами угоду, визнавши себе васалом і зобов'язавшись постачати їхні війська.

## Народились
- Йолента Польська — великопольська княжна, донька Бели IV